# Musto Skiff
Pour les articles homonymes, voir Musto et Skiff (homonymie).
Le Musto Skiff est une classe de skiff d'une longueur de 4,55 m. L'équipage est composé d'une seule personne au trapèze. Il possède un Spinnaker asymétrique, des « échelles » (les barres sur les côtés).
C'est un bateau assez léger qui peut atteindre des vitesses de plus de 20 nœuds ce qui en fait un des dériveurs solo les plus rapides. Les spécificités de son design sont son plan de pont plat et épuré, sa bôme fixée au mât au niveau du pont, et sa carène à bouchains vifs étroite.

## Historique et description
Il a été dessiné pour devenir une série olympique, mais a su s'affranchir de cet objectif initial. L'effectif de cette classe de dériveurs s'accroit en effet sans discontinuer en Europe et particulièrement au Royaume-Uni. En 2012, 105 bateaux se sont rassemblés à Weymouth, sur le site des jeux, pour le championnat du monde. L'année 2011 fut l'occasion de l'organisation du premier événement mondial hors d’Europe ainsi que d'un européen ou se réunirent des bateaux de 12 pays.
Le Musto Skiff est un bateau qui nécessite de l'expérience en dériveur et exige quelques compétences physiques, en particulier de mobilité et de dynamisme. À ses débuts, son concept d'un skiff solo était une première et a rencontré le scepticisme de beaucoup de personnes, ce qui rappelle la réaction initiale après l'apparition du 49er en 1996, ou même du Contender, dériveur solitaire équipé d'un trapèze, apparu en 1967.
Dix ans plus tard, force est de constater qu'il était envisageable de maîtriser un tel engin, ainsi que de régater à son bord. Au Royaume-Uni, la classe profite en effet de l'image d'un très bon niveau de compétition, associée à un esprit d'ouverture orienté vers la progression de chacun.
En 2013, le nombre de bateaux en France est de 13, et l'intérêt est grandissant pour cette série en développement au niveau européen. Le circuit de régate Breizhskiff est le cadre où se rassemblent les Musto Skiff Français.